# フォアゴーステークス
フォアゴーステークス（Forego Stakes）は、アメリカ合衆国のサラトガ競馬場にて、毎年8月の末から9月の初頭に開催される競馬の競走である。2003年まではフォアゴーハンデキャップ（Forego Handicap）の名称でハンデ戦で行われていた。

## 概要
フォアゴーを記念し創設された短距離ダート競走でブリーダーズカップ・スプリントへの重要なステップレースの一つである。

## 近年の勝ち馬
- 2024 Mullikin
- 2023 Gunite
- 2022 Cody's Wish
- 2021 Yaupon
- 2020 Win Win Win
- 2019 Mitole
- 2018 Whitmore
- 2017 Drefong
- 2016 A. P. Indian
- 2015 Private Zone
- 2014 Palace[1]
- 2013 Strapping Groom
- 2012 Emcee
- 2011 Jackson Bend
- 2010 Here Comes Ben
- 2009 Pyro
- 2008 First Defense
- 2007 Midnight Lute
- 2006 Pomeroy
- 2005 Mass Media
- 2004 Midas Eyes
- 2003 Aldebaran
- 2002 Orientate
- 2001 Delaware Township